# Accord de Londres
Pour les articles homonymes, voir Accord de Londres sur les dettes.
L’accord de Londres, dit statut de Nuremberg, a été scellé le 8 août 1945 à l'issue d'une conférence qui s'est ouverte entre les États-Unis, le Royaume-Uni, l'Union soviétique et la France, le 26 juin 1945 à la fin de la Seconde Guerre mondiale en Europe. Il décide de mettre en place un Tribunal militaire international afin de traduire en justice les « grands criminels, dont les crimes sont sans localisation géographique précise ». Les règles de formation, de juridiction et les fonctions de ce tribunal sont définies dans le statut annexé à l'accord. Le dépositaire de l'accord est le Royaume-Uni. Le texte authentique est rédigé en trois langues : anglais, français et russe.

## L'accord
« Un Tribunal militaire international sera établi, […] pour juger les criminels de guerre dont les crimes sont sans localisation géographique précise, qu'ils soient accusés individuellement, ou à titre de membres d'organisations ou de groupes, ou à ce double titre. »
— Article 1

### Contexte
« Déjà au cours de la Seconde Guerre mondiale, les gouvernements alliés firent plusieurs déclarations concernant le châtiment des criminels de guerre. La création d'une commission des Nations unies pour l'investigation des crimes de guerre fut annoncée le 7 octobre 1942. Mais ce n'est que le 20 octobre 1943 que cette commission fut effectivement mise en place. Dans la déclaration de Moscou du 30 octobre 1943, les trois principales puissances alliées (États-Unis, Royaume-Uni et URSS) déclarèrent solennellement que les criminels de guerre allemands seront envoyés dans les pays où leurs forfaits abominables ont été perpétrés, afin d'y être jugés et punis, mais que cette déclaration était faite « sans préjudice du cas des criminels allemands dont les crimes ne peuvent être situés en un endroit particulier et qui seront punis par une décision commune des Gouvernements Alliés ». […] Le Tribunal militaire international pour l'Extrême-Orient […] fut constitué par une proclamation spéciale du général Douglas MacArthur […]. »
— CICR, Accord concernant la poursuite et le châtiment des grands criminels de guerre des puissances européennes de l'Axe

### Signataires
Les signataires de l'accord sont :
- Robert Falco pour la France ;
- Robert H. Jackson pour les États-Unis ;
- William Jowitt pour le Royaume-Uni  ;
- et Iona Nikitchenko et Aron Trainin (en) pour l'URSS.

Tous les pays membres des Nations unies pouvaient adhérer à cet accord ; une vingtaine de pays ont par la suite décidé de le faire.

## Le statut du Tribunal militaire international
Le statut précise en sept parties les règles organiques du Tribunal militaire international :
1. Constitution ;
2. Juridiction et principes généraux ;
3. Commission d'instruction et de poursuite des grands criminels de guerre ;
4. Procès équitable des accusés ;
5. Compétence du tribunal et conduite des débats ;
6. Jugement et peines ;
7. Dépenses.

Plus particulièrement, il définit les crimes suivants :
- les crimes contre la paix ;
- les crimes de guerre ;
- les crimes contre l'humanité.

### Ouvrage
- Annette Wieviorka, Le Procès de Nuremberg, Éd. Liana Levi, Paris, 2006  (ISBN 978-2-86746-420-1).

### Sources primaires
- Recueil des traités des Nations unies, Vol. 82, p. 281-301.
- Comité international de la Croix-Rouge, Droit international humanitaire - Traités & textes [lire en ligne].